# 湯西川温泉かまくら祭

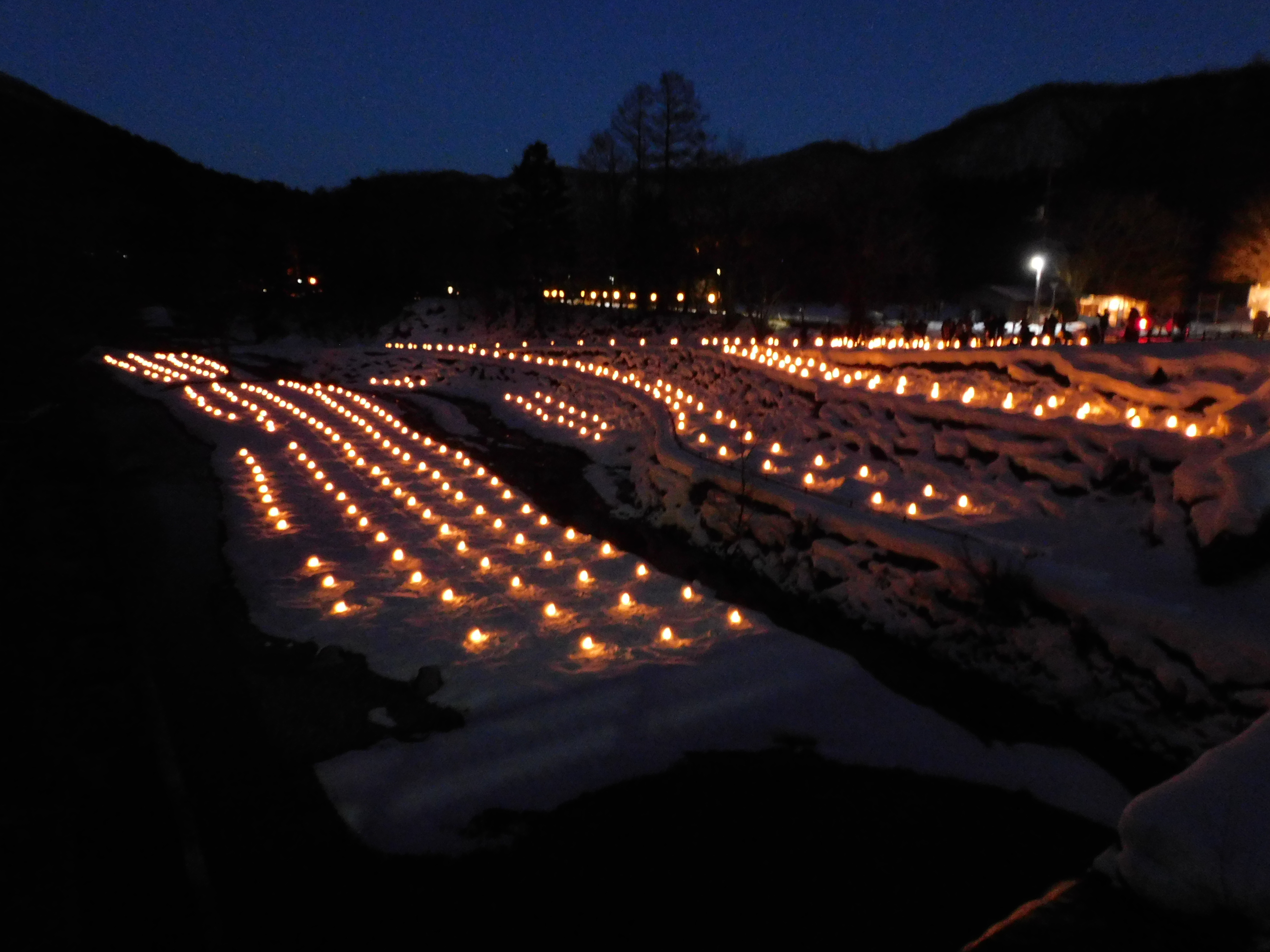
沢口河川敷会場（2023年）

湯西川温泉かまくら祭（ゆにしがわおんせんかまくらまつり）は毎年1月下旬から約1か月間、栃木県日光市の湯西川温泉で行われる祭。

## 概要

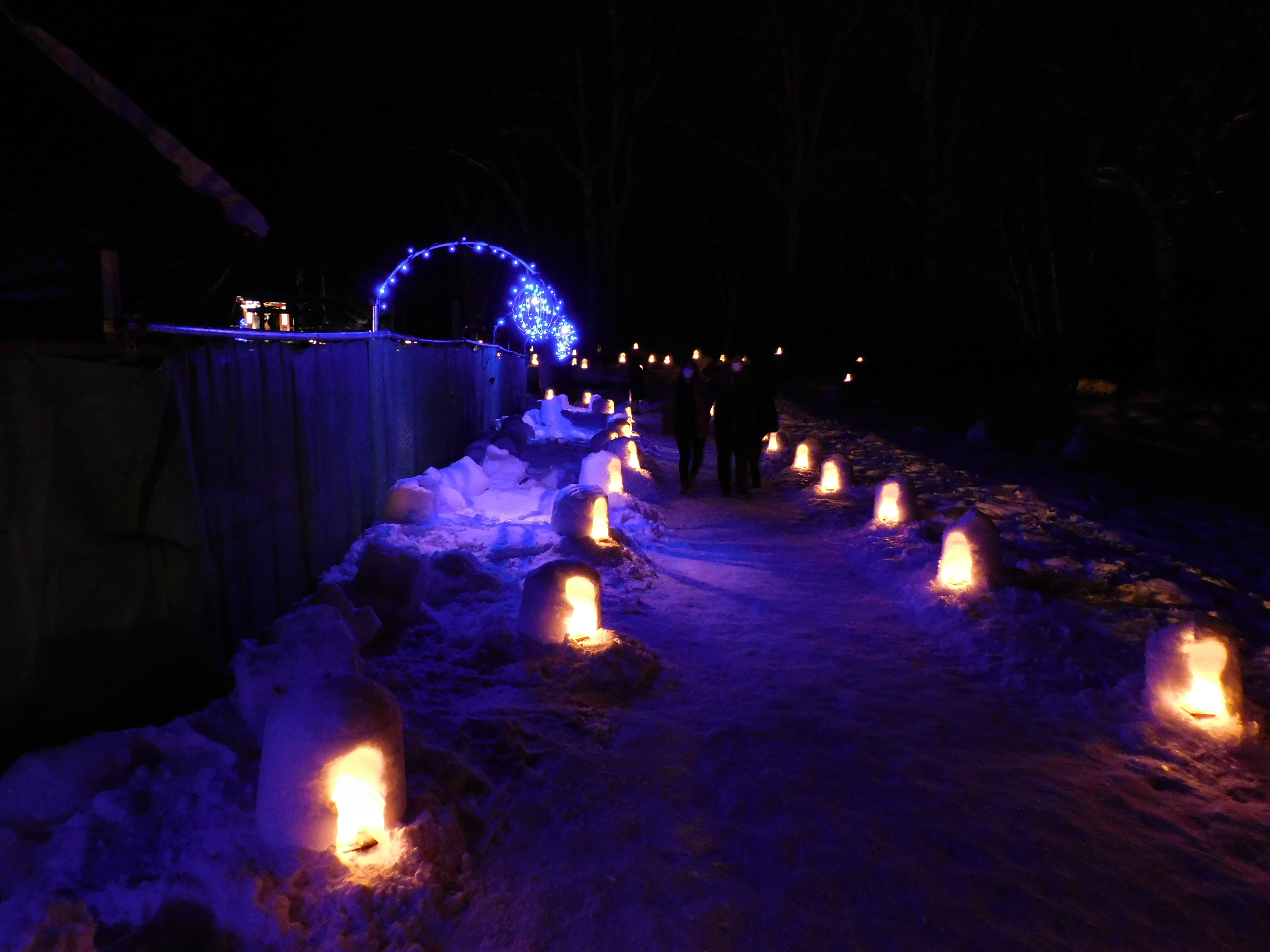
平家の里会場（2023年）

1月下旬から3月上旬まで湯西川温泉街にかまくらが登場する。会場にはミニかまくらが多数並び、夜になると光が灯される。
2009年までは「光輝く氷のぼんぼりとかまくら祭」と称していたが、2010年より「湯西川温泉かまくら祭」と呼んでいる。開催回数は光輝く氷のぼんぼりとかまくら祭から引き継ぎ、2010年を第17回とした。「光輝く氷のぼんぼり」は、人が入れる大きなかまくらに備えられ、夜間にライトアップされていた。
2015年時点では、平家の里をメイン会場として、沢口会場（アウトドア会場）、沢口河川敷ミニかまくら会場、七色の光輝く山ホタル会場、雪のぼんぼりと雪だるま街道、平家慈光寺会場の6か所で開催されていた。2023年は平家の里会場と沢口河川敷ミニかまくら会場の2か所となり、沢口河川敷ミニかまくら会場のかまくら点灯は期間中の金・土・日曜日のみとなった。祭りの参加費は無料であるが、主会場の平家の里に入るには入場料がかかる。（かまくら点灯中の夜間の入場料は通常料金よりも低く設定される。）
例年、開会式ではどぶろくが祭の参加者に振る舞われ、各宿泊施設でも提供している。どぶろくは2011年から県内の益子町にある外池酒造店に仕込んでもらっている。そのほか、期間中はさまざまなイベントが行われ、かまくらの中での飲食（バーベキュー、鍋料理、出前など）、雪遊びやそり遊びなどを楽しむ事ができる。
会場から至近距離にある湯西川水の郷では、かまくら祭りとほぼ同時期に雪遊び・そり遊びなどを提供するスノーパークが開催される。スノーパークの入場料には温泉入浴料金を含んでいるので、水の郷の温泉に入ることができる。
祭りに合わせて独自のかまくらを作り、その中で夕食を提供する宿泊施設もある。市内には、文星芸術大学の学生がデザインした、かまくら祭を描いたマンホールのふたが設置されている。
開催期間中の金・土・日曜日に限り、日光交通の路線バス・湯西川線（鬼怒川温泉駅 - 湯西川温泉間）の臨時便が1往復設定される。湯西川温泉を出発する臨時便に乗車すると、バスから鉄道に乗り継いで東京まで日帰りが可能である。

### 運営
主催者は湯西川温泉かまくら祭実行委員会で、湯西川温泉旅館組合・日光市・平家の里・湯西川水の郷・湯西川商店会・湯西川民宿組合・湯平活性化委員会が共催する。後援は観光庁ほか3団体、協賛はアサヒビール・株式会社JTB、協力は東武鉄道・湯西川小中学校ほか8団体である。

## 歴史
閑散期である2月に観光客を呼ぼうと、1994年から、客足が落ちる原因であった雪を活かし、湯西川温泉の旅館組合や商店街が始めた祭りである。第2回となる1995年には、6トントラック1000台分の雪を使って、直径26 m、高さ12 mのジャンボかまくらを作り、集客の目玉とした。1997年の特大かまくらは直径15 m、高さ7 mで、祭りを宣伝するため、東京・上野駅前に30トンの雪を持ち込んでかまくらを作った。
2001年は大きなかまくら（直径3.5 m、高さ3 m）を10個、温泉街の通り沿いにミニかまくらを100個並べた。2006年は約10個のかまくらが作られ、平家集落と沢口河川敷で約1000個のミニかまくらに17時から21時までろうそくに点灯された。この頃には祭りに3万人が訪れ、祭りの開始前は1.3万人程度だった栗山村（当時）の2月の宿泊者数を4.5万人に押し上げるようになった。2007年は12個のかまくらが作られ、沢口河川敷で約1300個のミニかまくらに17時から21時までろうそくに点灯された。2009年当時の主会場は湯西川小中学校前に設けられ、大きなかまくら10個とミニかまくら約30個が作られた。大きなかまくらは1個作るのに10トンダンプカー4台分の雪を使ったという。同年、日本夜景遺産に選ばれた。
2010年代には毎年約10万人が訪れるイベントとして定着し、2011年から観光客の要望を受けて、どぶろくの提供を開始した。湯西川温泉の宿との取引があった縁で、益子町の外池酒造店がどぶろくを醸造している。2014年3月12日、とちぎ産業活力大賞の表彰式が栃木県公館で開かれ、湯西川温泉かまくら祭実行委員会が商業・サービス部門で優秀賞を受賞した。雪を活用した新たな観光資源の創出が評価されたものである。2017年には、鬼怒川温泉の観光事業者が集客増を図るため、鬼怒川温泉と湯西川温泉の間で無料送迎タクシーを運行した。2020年は暖冬で湯西川温泉の雪だけでは足りず、奥鬼怒温泉郷からも雪を搬入した。しかし新型コロナウイルス感染症の影響で、最後の3日間の開催を中止した。
コロナ禍で2021年・2022年と2年連続中止となったが、2021年は上屋敷 平の高房が旅館に隣接する畑に200個のミニかまくらを作り、点灯・公開し、2022年は平家の里が通路を広くすることで密を避け、ミニかまくら300個に点灯・公開した。2023年は3年ぶりに正式に開催し、河川敷に約600個のミニかまくらが並んだ。ただし、開会式は感染対策のために開催しなかったことから、恒例のどぶろく振る舞いはなく、各宿泊施設でどぶろくが提供された。

### 開催期間
- 1998年：2月1日 - 3月1日[29]
- 2001年：1月28日 - 2月28日[6]
- 2002年：1月27日 - 2月28日
- 2003年：1月26日 - 2月28日
- 2004年：1月25日 - 2月29日[30]
- 2005年：1月27日 - 2月28日[31]
- 2006年：1月26日 - 2月28日[13]
- 2007年：1月27日 - 2月28日[14]
- 2008年：1月26日 - 3月2日[32]
- 2009年：1月24日 - 3月8日
- 2010年：1月9日 - 3月22日

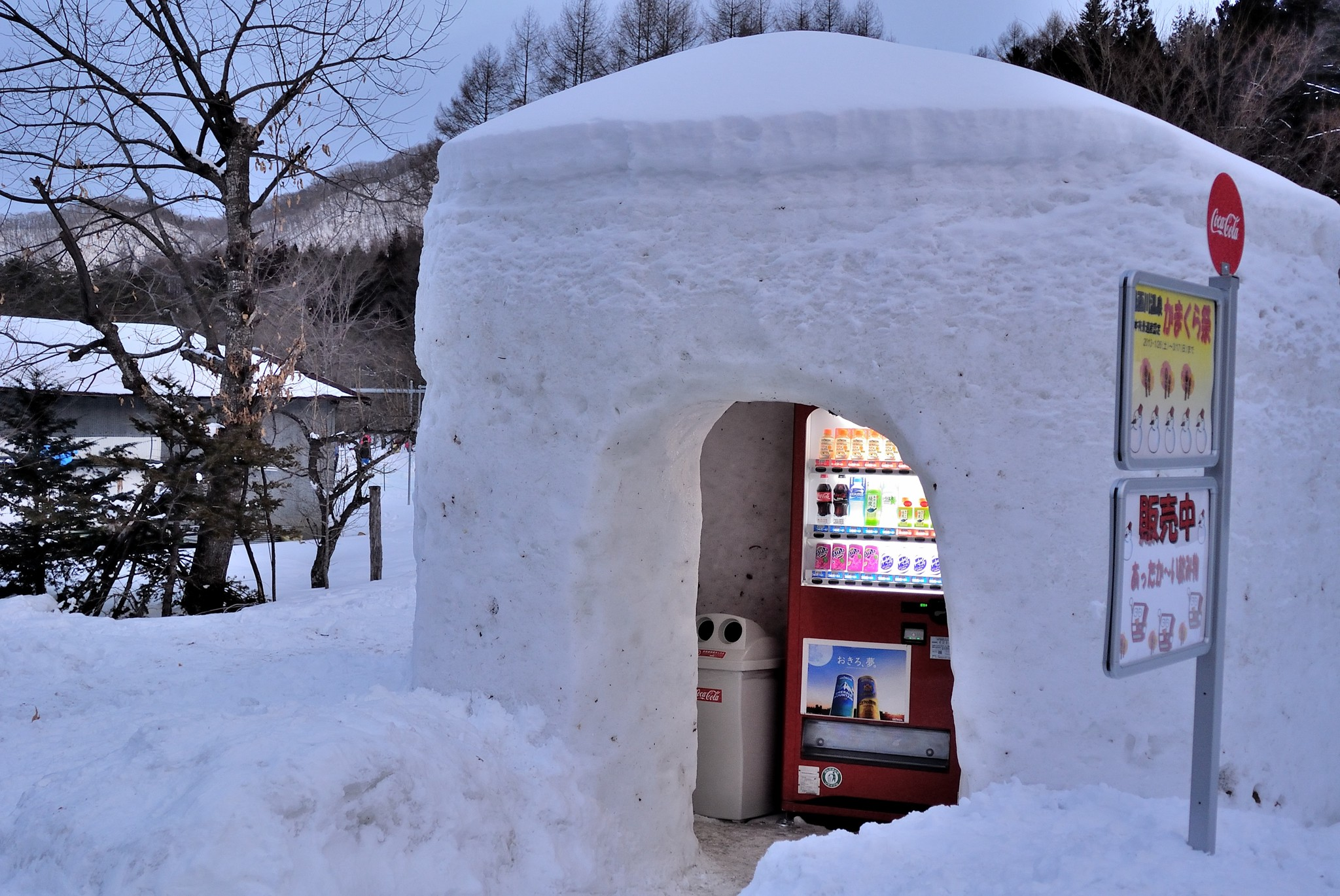
かまくらの中に設置された自動販売機（2013年）

- 2011年：1月8日 - 3月21日　※東日本大震災が発生したため3月11日で中止。
- 2012年：1月21日 - 3月20日
- 2013年：1月26日 - 3月17日
- 2014年：1月25日 - 3月9日
- 2015年：1月24日 - 3月8日
- 2016年：1月23日 - 3月6日
- 2017年：1月28日 - 3月5日[24]
- 2020年：1月31日 - 3月1日[33]　※新型コロナウイルス感染症が流行したため2月27日で中止[12]。
- 2023年：1月27日 - 2月26日[2][3][28]

## ミニかまくら

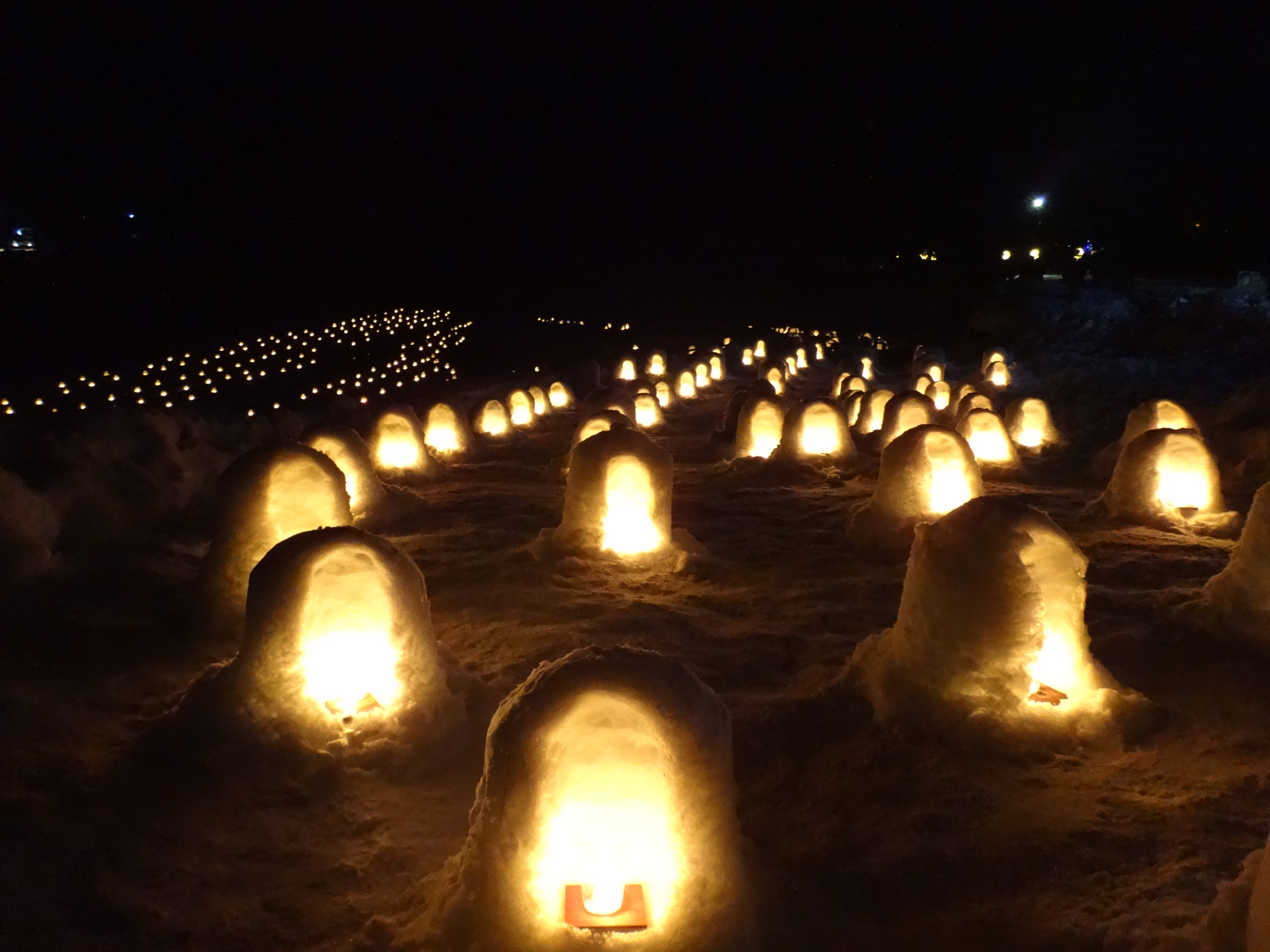
沢口河川敷のミニかまくら（2018年）

沢口河川敷会場には多数のミニかまくらが作られ、その中に灯されたろうそくの明かりが幻想的な風景を作り出す。観光客は、河川敷に下りて川沿いに歩いたり、橋の上から眺めたりして鑑賞する。
ミニかまくらは、高さ40 cmほどで、漬物桶に雪を詰めて作る。大雪が降れば埋もれてしまい、気温が上がれば溶けてしまうため、ミニかまくらの個数の維持には、観光客らのボランティア協力が欠かせない。ミニかまくらの点灯日は17時半から、地元住民が1つずつろうそくに点火する。沢口河川敷での点灯は期間中の金・土・日曜日のみであるが、平家の里のミニかまくらは毎日点灯する。
ミニかまくらは、2004年に始まった当初は200個であった。2019年には約800個作られ、実行委員ら20人で用意するのに2日かかった。2023年は約600個であった。